# Манастир Ново Хопово
Манастир Ново Хопово из 15. века припада Епархији сремској Српске православне цркве и представља непокретно културно добро као споменик културе од изузетног значаја.
Налази се на благој падини јужних обронака Фрушке горе, недалеко од Ирига. Удаљен је свега стотинак метара од магистралног пута Рума - Нови Сад, те је један од најприступачнијих фрушкогорских манастира. Манастир Ново Хопово, заједно са Крушедолом, по својој архитектури, просветној улози, историји богатој културним, верским и политичким догађајима, један је од најзначајнијих манастира у Србији, а посебно међу фрушкогорским манастирима.
У њему су похрањене мошти римског војсковође, Светог великомученика Теодора Тирона — најстарија реликвија која се чува на територији Србије.

## Историја
Манастир Ново Хопово, са црквом светог Николе, по својој архитектонској вредности представља најзначајнију сакралну грађевину своје епохе на овим просторима. Први писани помен манастира је из 1451. године. По другом извору, подигао га је поново архиепископ српски Максим Бранковић и именовао га (Хопово) и монахе ту сабрао око 1490. године. Паралелно су постојала оба, суседна истоимена манастира, Ново и Старо Хопово. Само је Ново Хопово важнији, већи, богатији, а 1753. године се каже да му је Старо Хопово (стари манастир) филијала, у којем нема властитих монаха, већ долазе по двојица из Новог Хопова. Калуђери су једном приликом чак прешли из Старог у Нови, манастир Хопово.

Садашња црква подигнута је 1575—1576 године, а звоник са малом капелом на спрату посвећеној преносу моштију светог Стефана озидан је 1751. године. Задужбина је више ктитора, Лацка и Марка Јовшића, те Јована Божанића и чланова његове породице, из Горњег (Српског) Ковина (место на острву Чепелу у Мађарској), ктиторски натпис на надвратнику западног портала бележи на првом месту. Саграђена је на месту првобитне цркве која је порушена. Молили су манастирски калуђери 1638—1639. године руског цара за помоћ манастиру који се налази на српској земљи. Цар је одобрио да хоповски калуђери могу на сваких седам, осам година да скупљају помоћ по Русији. Скупљао је 1641. године прилоге по руском царству хоповски проигуман Неофит. Вероватно од тог прилога 1641. године манастирске ћелије су стављене под кров. 
 У Хопову је боравио од лета 1757. до јесени 1760. године млади Димитрије Обрадовић из Чакова, који се закалуђерио и добио ново име "Доситеј". Примио га је архимандрит Теодор Милутиновић хоповски игуман. Герасим Радосављевић произведен је 1771. године за архимандрита хоповског.
Када је почетком 1788. ратне године од стране Турака спаљен манастир Каленић, избегли монаси предвођени игуманом Вукашиновићем стигли су у Срем. Провели су ту неколико година, са својим богатим инвентаром, до марта 1795. године, све у манастиру Хопову. Године 1855. на челу манастира налазио се архимандрит Севастијан Илић, настојатељ, врло образован човек, књижевни радник и члан неких европских пољопривредних друштава. Јеромонах Герасим Драшковић је био игуман 1809. године. Отворена је 1893. године монашка школа у Хопову, којом је управљао настојатељ манастира.

## Женски „руски” манастир
Након Првог светског рата манастир постаје женски, а у њега се насељавају 1921. године руске калуђерице и избеглице. Оне су још 1915. године напустиле свој православни манастир Љешну (у Пољској), али уместо у Русији, завршиле су у Југославији, бежећи од Петрограда преко Бесарабије. Отворен је уз манастир прво Дечији дом за ратну сирочад, па интернат за руску децу (девојчице), а једини мушкарци су били (1932) духовник отац Нељубов (у том звању био 25 година) и администратор манастира отац Пајсије. Поменути Дечији дом је исељен 1921. године у манастир Кувеждин, а руске калуђерице су ту дошле са својим интернатом. Манастир је водила игуманија мати Нина Косаковска, након што је ту умрла прва игуманија мати Катарина Јефимовска (грофица). Оне биле веома образоване и способне, те су спасиле - довеле 1920. године у Србију 60 калуђерица, и прво су годину дана провеле у манастиру Кувеждину. Руске калуђерице су са собом донеле чудотворну икону Богородице Шумске, начињену од камена. Њу је пољском православном манастиру једном поклонио пољски краљ. Да не би била украдена, оригинална икона је чувана у депоу београдске Заложне банке (1932). Постојала је и мања икона - њена копија, која се чувала у хоповском храму.
Манастир Хопово је више пута страдао током ратова у прошлости (1683, 1690, 1716). Последњи пут је то било током Другог светског рата (на Велики четвртак 1943) од стране партизана. Оштећен је звоник храма и уништена богата манастирска библиотека. Обновљени су коначно манастирска црква и конаци тек 1998. године.
 Мошти Св. Теодора Тирона су од 1943. па до 1984. године биле у Иригу, где су склоњене. Манастир Ново Хопово је у 21. веку остао отворен, остао је женски, а у њему су се налазе три монахиње. Сада је манастир опет мушки, а на челу братије се налази настојатељ архимандрит Павле Јовић.

## Манастирска ризница
Манастирска ризница је почетком 20. века поседовала вредно књижно благо. Рукописне књиге сведочиле су о времену и манастирском братству. Најстарија богослужбена манастирска књига је Панагерик. Написана је 13. маја 1555. године, од непознатог преписивача у време игумана Кир Стефана, духовника Аврама и еклесијарха Максима. Друга књига, Минеј, преписана је тада - 1559. године. Књига Апостол је настала 1563. године, од руке ђака Станка, при игуману Кир Аврамију и еклесијарху Илариону. Књигу Студит, са осам канона, преписао је хоповски монах Јефрем 1618. године, у време игумана Кир Евсевија. Једно рукописно Јеванђеље је оковано сребром 1630. године у време игумана Кир Стефана. Канон Пресветој Богородици написан је 1654. године. Друго Јеванђеље оковано је 1657. године при проигуману Неофиту.

## Имање
Манастирски конак датира од 1641. године, у више наврата је дозиђиван и обнављан. Од 1771. године наводи се да конак окружује манастир са све четири стране, односно да има данашњи барокни изглед.
Добио је манастир 1721. године у посед ливаду на Међешу и њиве у Радинцима. Имало је Ново Хопово 1753. године кућу и дућан у Иригу, много винограда и шума. Отворен је 1856. године мајдан камена пешчара на манастирској земљи (уз Старо Хопово) назван Сандстајн. Поседовао је манастир током 19. века (1855) крчму чарду звану Пркос, удаљену на путу, код иришке хумке, коју је братија издавала у аренду. Манастир је 1902. године поседовао 1624 јутра 54 кв хв земље са чистим катастарским приходом од 6219 круна 94 потура.

## Архитектура
Највећа и најрепрезентативнија грађевина епохе, манастирска црква светог Николе има у својој целини два, у архитектонском погледу, различита дела: цркву, развијене и сложене просторне структуре и велику припрату на западној страни, једноставног простора, правоугаоне основе.
Црква је грађевина уписаног крста, комбинованог са триконхосом, са куполом на средини. У простору поред средњег дела, изнад кога је купола и према којем су постављене бочне конхе, има један травеј на западној страни. Травеј приближно исте дужине на источној страни, који се завршава олтарским апсидама и још један, сасвим узак травеј између куполног дела и олтарског простора. Међу фрушкогорским манастирима једино свети Никола у Новом Хопову има тај додатак на источној страни тако да се олтарски простор у архитектонском и структуралном смислу издваја као целина за себе.

## Сликарство
Млађи живопис настао у припрати хоповске цркве 1654. године такође је проучен захваљујући раду конзерватора Покрајинског завода за заштиту споменика културе, који су скоро деценију радили на његовом откривању. Тада су уочене разлике које одвајају живопис припрате од живописа наоса (колористичка решења, употреба злата на фрескама и обрада фигура), детаљно је прочитан иконографски репертоар који је и овде распоређен у одвојеним зонама. Једне изнад других ређају се фигуре ратника, краљева, архијереја, пустињака, мученика, затим сцене из циклуса Чуда Христових, сцене Богородичиног акатиста, сцене страдања апостола и илустрација Дамаскинове химне. Сликарство припрате се сматра конзервативним у односу на нови дух који провејава на фрескама наоса и олтара.
Иконостас манастирске цркве су резали Антун и Павел Ризнер. Иконе на иконостасу радио је 1770. године Теодор Крачун. То је његов први познати иконописачки рад. Крачунове барокне иконе (преко 60 ситних) су постављене на темплу изгледа тек 1776. године.

## Мошти Св. Теодора Тирона
Највеће богатство манастира су мошти светог Теодора Тирона које се чувају у кивоту, у цркви. У манастиру је 1780. године записана од стране јеромонаха Спиридона Јовановића, повест преноса светих моштију. Мошти великомученикове одавно у манастиру, јер се помињу ту већ 1555. године. По тој рукописној белешки, мошти светог Теодора су из цркве над гробом, коју је подигла побожна Евсевија, од стране неверујућих Јелина (Грка) избачене у море. Након три века, када је хришћанска вера победила, епископ града Евхаитског је мошти извадио из воде, и пренете су у цркву, која је по други пут подигнута над његовим гробом. После дугог времена, богати поклоници из Влашке су тајно узели мошти и однели их у Влашку, у град Сибињ. Богати тамошњи бољар је у својој кући, у једном чардаку, држао ковчег са моштима и клањао им се, а када је умро, оне су ту остале заборављене. Удова бољарева је након извесног времена, морала да поправи кровове и здања своја, па је ангажовала вештог дрводељу Србина из околине Јенопоља, Радована Ракића. Када је мајстор завршио посао, сањао је Св. Теодора који га је подсетио на себе и посаветовао у сну, да његове мошти одатле узме. Измолио је зато Радован удовицу, да му делом уместо новца уступи остатке свечеве. Када је мајстор узео мошти Св. Теодора Тирона, однео их је прво у свој крај, а потом у манастир. Првих 25 година мошти су лежале у манастиру Ходошу, и због њих су много болесници ту тражили исцелење. Како су се прочула чудесна излечења у Ходошу, Мађари са својим клиром, су хтели да силом узму мошти за себе. Да би избегли насиље, монаси су пребегли из Ходоша на Фрушку гору, и свете мошти похранили у манастиру Хопову. Године 1747. заслугом игумана Захарија, уметнички резбарени ћивот од ораховине, платио је и поклонио манастиру да би се у њима чувале мошти, богати становник Бечеја Михаило Чокић.